# Groenestraat (Brugge)
De Groenestraat is een straat in Brugge.

## Beschrijving
In 1513 werd vermeld in de Groeneifstrate die men heet de Groenstrate. Het is de enige die is overgebleven van de verschillende Groenestraten die in Brugge bestaan hebben (de Groenstrate bij Rozendal, de Groenestrate ten Hooie, de Groenestraat bij de Oude Gentweg).
Dat in Brugge en elders in West-Vlaanderen nogal wat Groenestraten voorkwamen, had te maken met het feit dat het woord 'groen' ook gebruikt werd in de betekenis van jong, pril, nieuw. Een nieuwe straat kreeg makkelijk de naam van Groenestraat, als er geen ander onderscheidend toponiem voor de hand lag. Het hoefde niet per se een straat te zijn met veel groen.
De Groenestraat op Sint-Jakobs overleefde als enige in Brugge. Ze loopt van de Raamstraat naar de Beenhouwersstraat.

## Literatuur

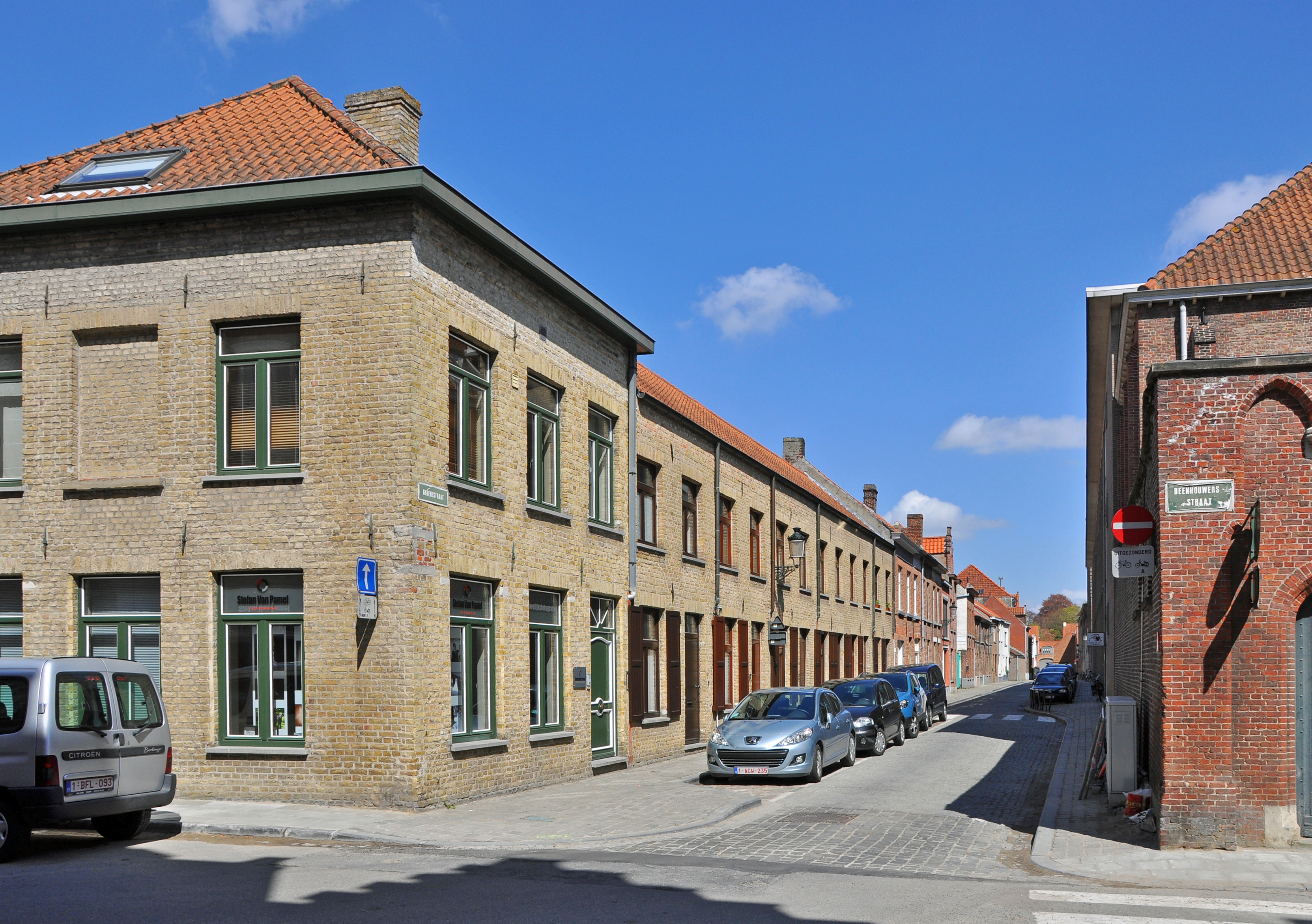
De Groenestraat, gezien van uit de Beenhouwersstraat
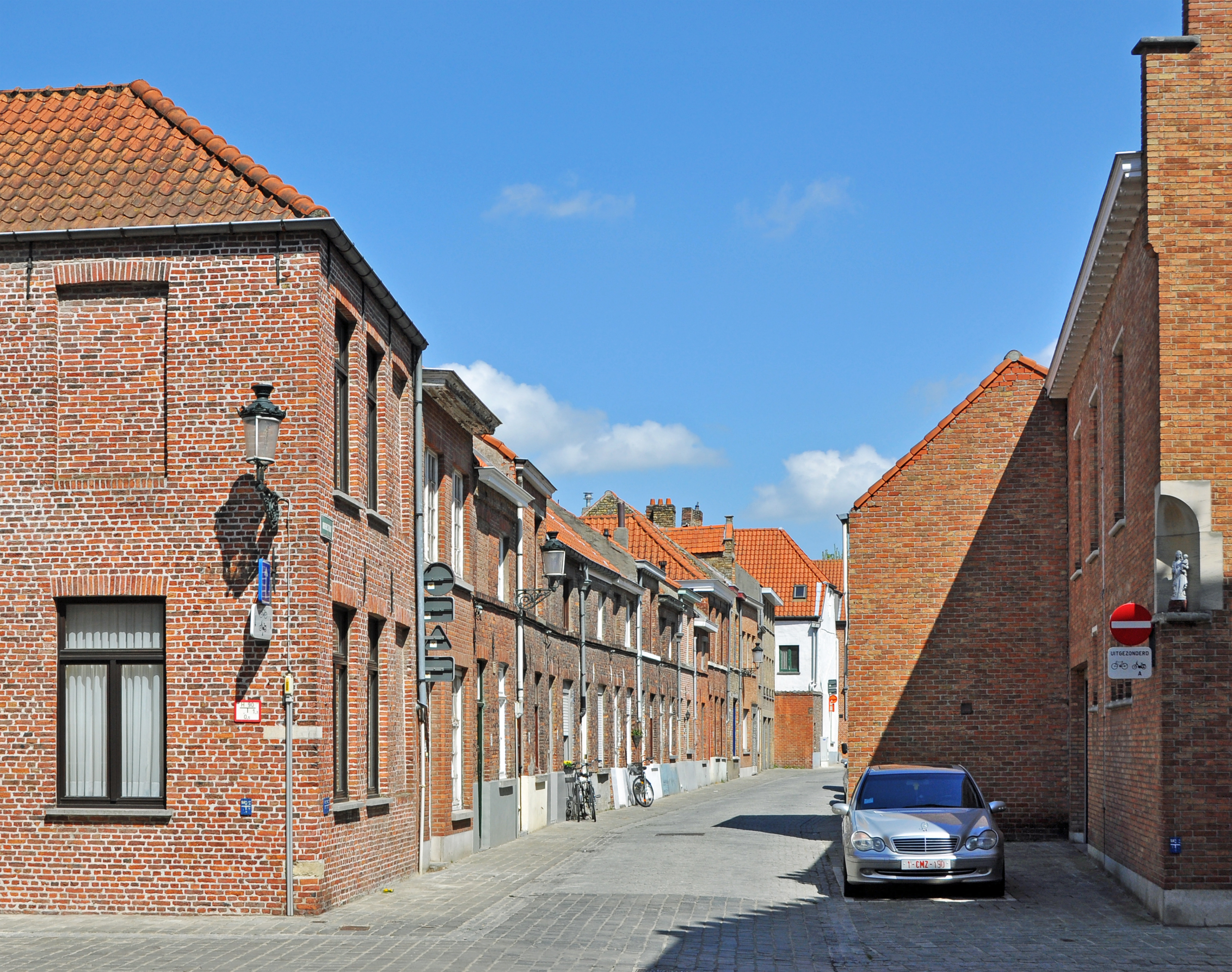
De Groenestraat bij het kruispunt met Rozendal
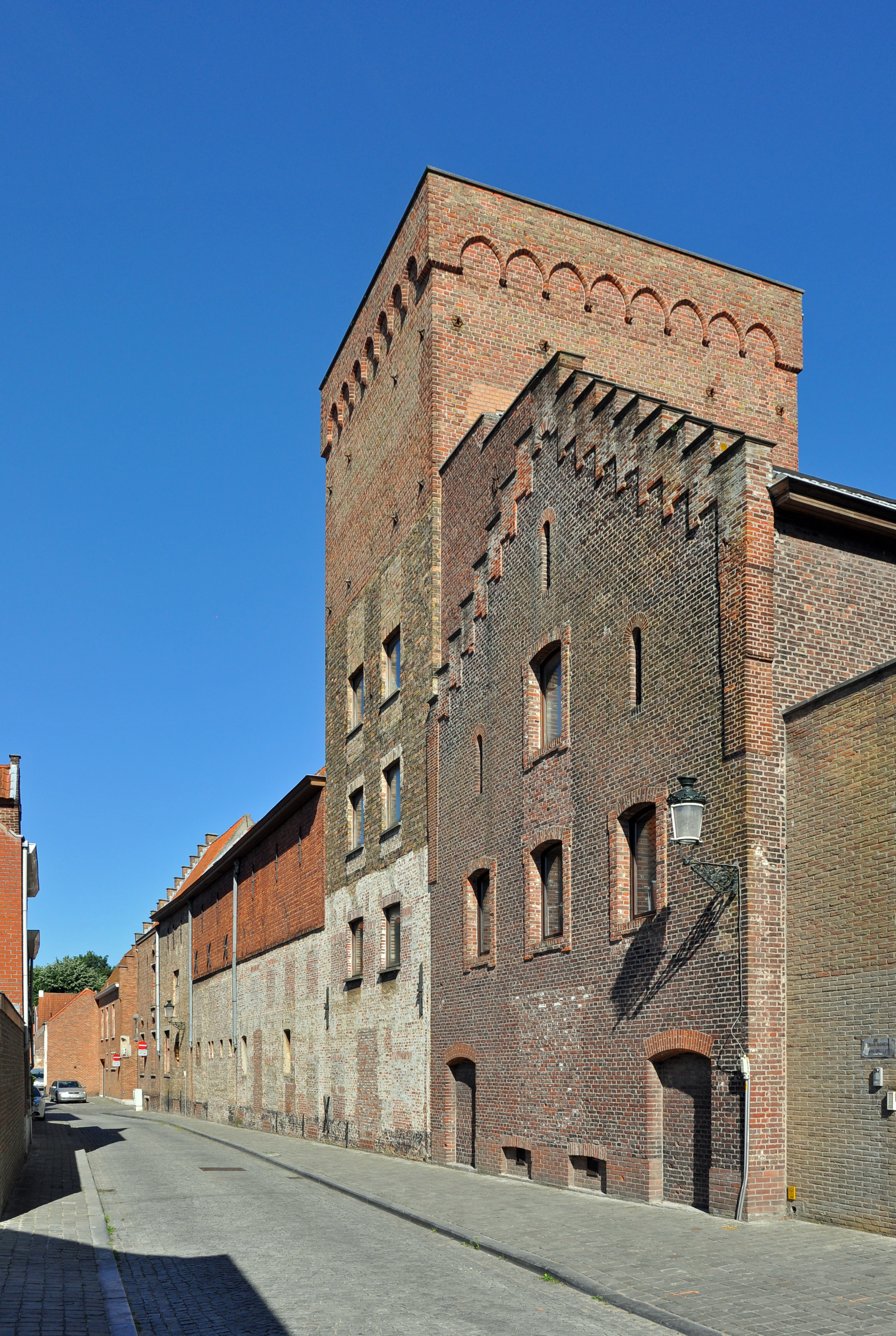
De voormalige brouwerij 'De Roos' in de Groenestraat
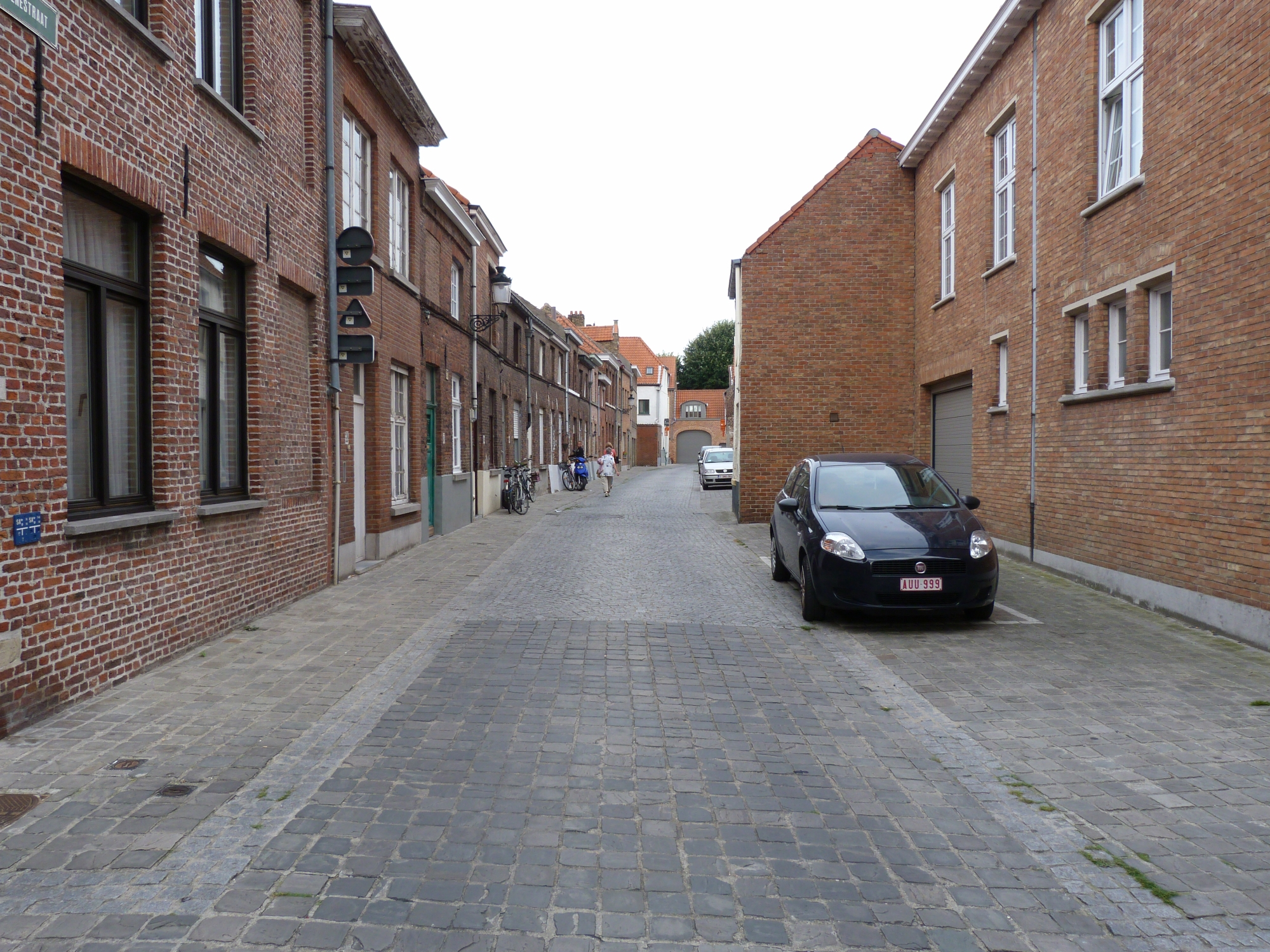
De Groenestraat, gezien richting Raamstraat